# ورسمتسا
ورسمتسا (به لاتین: Varesmetsa) یک روستا در استونی است که در دهستان ایساکو واقع شده‌است.